# Rattus enganus
Rattus enganus é uma espécie de roedor da família Muridae.
Apenas pode ser encontrada no seguinte país: Indonésia.